# 福克環球型
福克環球型（荷蘭語：Fokker Universal）是一款荷蘭福克飛行器公司在美國製造的飛機，在1926至1931年間投產，遇半飛機都在加拿大營運。

## 歷史
福克環球型採用普惠氣冷式星型發動機，能夠改裝為陸上飛機或水上飛機。加拿大西方航空訂購了12架環球型飛機，老闆更說環球型飛機是加拿大北部地區最好的運輸工具。加拿大政府亦訂購了6架飛機。
儘管福克環球型的設計並非用作長途飛行，但查爾斯·林德伯格曾向福克購買一架環球型飛機來飛越大西洋，福克認為此計劃太冒險，怕影響公司聲譽而拒絕。

## 性能
基本诸元
- 乘员： 1人
- 载客量： 4人／940磅貨物
- 长度： 10.13公尺（33英呎3英吋）
- 翼展： 14.56公尺（47英呎9英吋）
- 高度： 2.7公尺（8英呎9英吋）
- 翼面积： 31.68平方公尺（341平方英呎）
- 空重： 996公斤（2,192磅）
- 总重： 1,818公斤（4,000磅）
- 发动机： 1 × Wright J-6 氣冷式星型引擎，248千瓦（330匹馬力）

性能
- 最大速度： 189公里/時（118英里/時）
- 航程： 805公里（500英里）
- 实用升限： 3,658公尺（12,000英呎）